# Донати, Лукреция
Лукреция Донати (в замужестве — Ардингелли; итал. Lucrezia Donati; Ardinghelli; 1447—1501) — итальянская дворянка, муза и  возлюбленная (как предполагается, платоническая) флорентийского правителя Лоренцо Великолепного, вдохновительница его стихов первого периода творчества.

## Биография

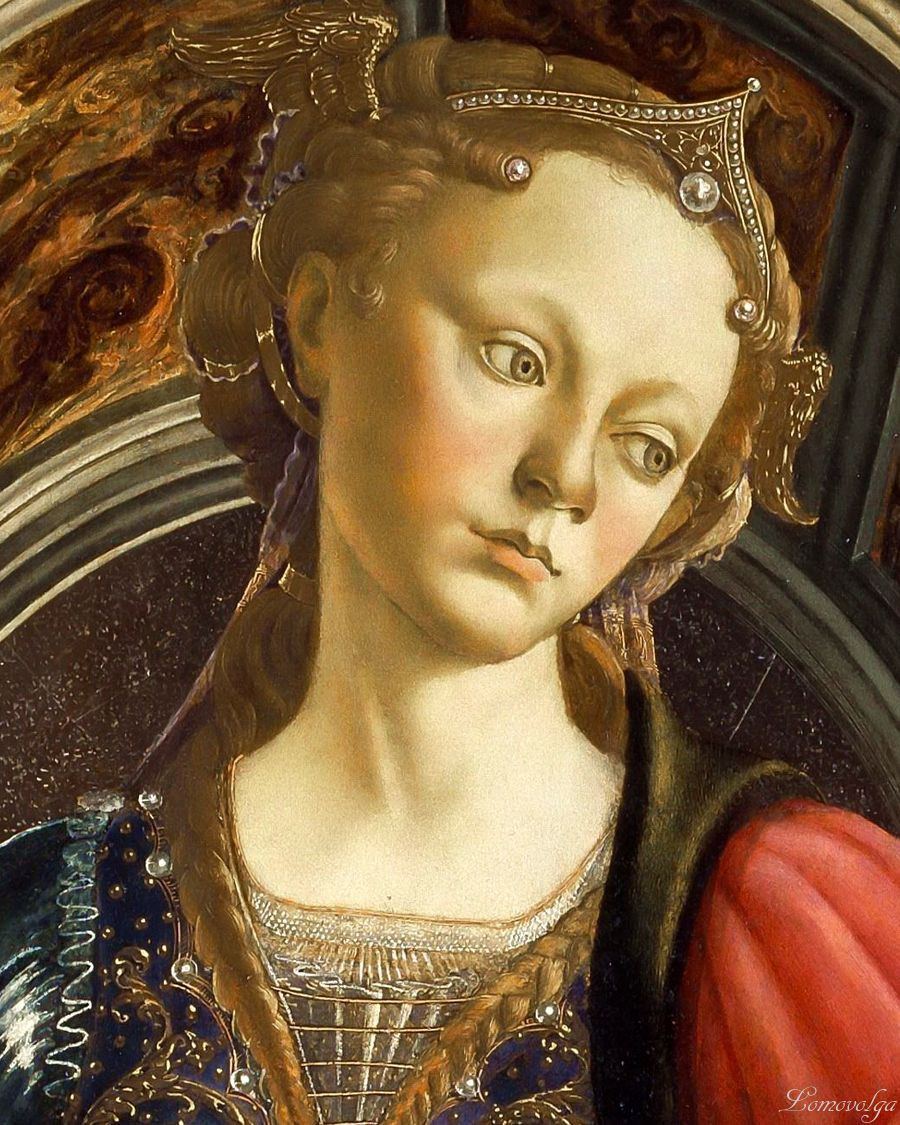
Fortitude, Sandro Botticelli (1470)

Лукреция Донати являлась той дамой, которую по правилам куртуазной любви Лоренцо Медичи воспевал в своих стихах под именем «Дианы». Он превозносил её как светлую звезду, как блестящее солнце, как богиню, явившую земле небесное совершенство.
Он выбрал её своей музой в 1465 году, когда ей было 18, а ему 16 лет, тогда она только что вышла замуж за Никколо Ардингелли, с которым была обручена два года. (сам Лоренцо не мог на ней жениться, поскольку существовали договоренности о его династическом браке со знатной римлянкой).
«Об этой поэтической связи было объявлено во всеуслышание: на большом турнире 1469 года имя Лукреции красовалось рядом с Клариче Орсини, будущей женой Лоренцо. Та, впрочем, не держала обиды: в 1471 году она согласилась быть крестной матерью новорожденного Пьетро Ардингелли, сына Лукреции и Никколо. А Никколо не возражал, чтобы его супруга была царицей флорентийских праздников».
Турнир 7 февраля 1469 года, как утверждают, был связан с образом Лукреции: Лоренцо выступал под штандартом работы Верроккьо, изображающим молодую женщину, плетущую венок из зеленых и бурых листьев лавра. Над женской фигурой была радуга в солнечном небе с девизом «Эпоха возвращается». В женской фигуре видели намёк на Лукрецию. Лоренцо, естественно, был объявлен победителем, а Лукреция — королевой красоты турнира.
А перед турниром, который давал Браччио Мартелли, чтобы отпраздновать свою свадьбу, Лукреция сплела венок из фиалок для Лоренцо Медичи и попросила его надеть в знак любви к ней.
То, что страсть Лоренцо к Лукреции оставалась платоническим поклонением, известно из писем его друзей, которые в своей переписке на это жаловались (и даже рапортовали Лоренцо о том, что они увидели, подглядывая за первой брачной ночью Лукреции, и о размерах мужского достоинства её супруга — за этим подглядывал Браччио Мартелли). Алессандра Строцци, родственница её мужа, отпускает в письме своему сыну ядовитую реплику, что Лукреция почти не видит своего супруга, посвящая в его отсутствие по торговым делам все своё время балам и праздникам. Она пишет, например, о том, что на роскошном празднике, который Лоренцо устроил в честь Лукреции 3 февраля 1466 года в папском зале Санта-Мария-Новелла, эта молодая дама была в великолепных одеждах, в ожерелье из больших жемчужин. Угрозу она видит не в ущербе репутации, а осуждает лишь безделье и излишнюю роскошь.
Лукреция скончалась в 1501 году, похоронена в церкви Санта-Тринита, в капелле Ардингелли.

## В искусстве
- Поэма Innamoramento di Lorenzo de’Medici, написанная Лоренцо, где под именем Галатеи, как предполагается, выведена Лукреция.

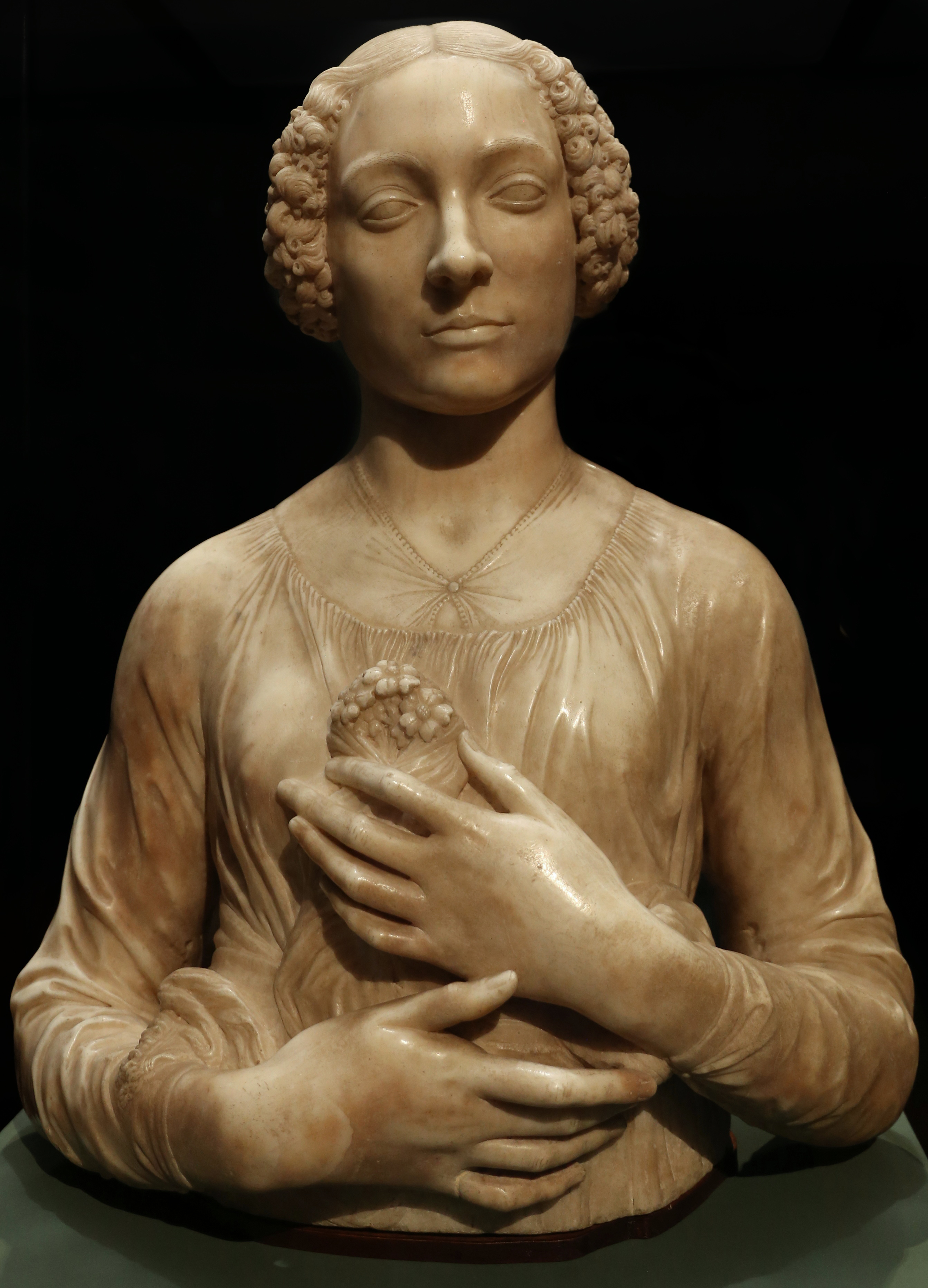
Андреа дель Верроккьо, т. н. «Флора» — предполагаемый портрет Лукреции Донати, ок. 1480

- Андреа дель Верроккьо, т. н. «Флора» — предполагаемый портрет Лукреции Донати, ок. 1480Турнир, данный Лоренцо в честь Лукреции, воспет Пульчи в его «Стансах на турнир». Лукреция имела сестру Констанцу, которая также упоминается в этих стихах.
- Пульчи и Бернардо Руччелаи складывали строки о том, какой бледной стала Лукреция, приписывая это изменения её угрызениям совести и сожалениям[3] — предположительно, это связывают с её отказами Лоренцо.
- В поэме Луиджи Пульчи Da poi che 'l Lauro указывается, что Лукреция была того же рода, как Пиккарда, предположительно Пиккарда Донати, которую Данте встретил в Раю — женщина, которую забрали из монастыря и заставили выйти замуж. Этот образ, предположительно, намекает на нежелательность её брака с Ардингелли.
- Весна (картина Боттичелли): предполагается, что Лукреция и Симонетта Веспуччи (объект поклонения брата Лоренцо, Джулиано Медичи, о природе страсти которого (плотской или платонической) продолжаются споры) изображены на картине вместе как Венера и Флора[6].
- Бюст Верроккьо предположительно изображает Лукрецию (по другим предположениям — Джиневру Бенчи). Также предполагают, что к работе мог приложить резец тогдашний ученик Верроккьо Леонардо да Винчи, который мог высечь её руки, благодаря которым работа также называется «Портрет дамы с красивыми руками» (La gentildonna dalle belle mani).
- Лукрецию и Лоренцо изображали вместе в керамике[7].

### В наши дни
- Упоминается в историческом романе «Флорентийка» Жюльетты Бенцони.
- В историческом романе Linda Proud «Pallas and the Centaur».
- Подделанный в XIX веке «Портрет Лукреции Донати» был куплен музеем Виктории и Альберта[8].
- Авторы сериала «Демоны Да Винчи» представляют Лукрецию Донати, не только как любовницу Лоренцо Медичи, но и как тайного агента Римской Церкви. Роль Лукреции сыграла английская актриса Лора Хэддок.
- Итало-британский драматический телесериал «Медичи» (2016—2019). Роль Лукреции сыграла итальянская актриса Алессандра Мастронарди.